# 4e cérémonie des New York Film Critics Online Awards
La 4e cérémonie des New York Film Critics Online Awards, décernés par la New York Film Critics Online, a eu lieu le 11 décembre 2004, et a récompensé les films réalisés dans l'année.

## Palmarès

### Top 10
1. Sideways
2. Aviator (The Aviator)
3. Before Sunset
4. Hero (英雄)
5. Dr Kinsey (Kinsey)
6. La Mauvaise Éducation (La Mala Educación)
7. Les Indestructibles (The Incredibles)
8. Carnets de voyage (Diarios de motocicleta)
9. Le Secret des poignards volants (十面埋伏)

### Catégories
- Meilleur film :
  - Sideways
- Meilleur réalisateur :
  - Martin Scorsese pour Aviator (The Aviator)
- Meilleur acteur :
  - Jamie Foxx pour le rôle de Ray Charles dans Ray
- Meilleure actrice :
  - Imelda Staunton pour le rôle de Vera dans Vera Drake
- Meilleur acteur dans un second rôle :
  - Thomas Haden Church pour le rôle de Jack Lopate dans Sideways
- Meilleure actrice dans un second rôle :
  - Virginia Madsen pour le rôle de Maya Randall dans Sideways
- Meilleur premier film :
  - Joshua Marston pour Maria, pleine de grâce (María llena eres de gracia)
- Meilleur scénario :
  - Eternal Sunshine of the Spotless Mind – Charlie Kaufman
- Meilleure photographie :
  - Christopher Doyle – Hero (英雄)
- Meilleur film en langue étrangère :
  - Carnets de voyage (Diarios de motocicleta) •  Argentine /  Pérou /  Chili /  Brésil /  États-Unis /  Royaume-Uni /  Allemagne /  France
- Meilleur film d'animation :
  - Les Indestructibles (The Incredibles)
- Meilleur film documentaire : (ex æquo)
  - Broadway: The Golden Age
  - Super Size Me